# Pố Lồ
Pố Lồ là một xã thuộc huyện Hoàng Su Phì, tỉnh Hà Giang, Việt Nam.

## Địa lý
Xã Pố Lồ nằm cách trung tâm huyện Hoàng Su Phì 6 km về phía bắc, có vị trí địa lý
- Phía đông giáp xã Thèn Chu Phìn và xã Đản Ván
- Phía tây giáp xã Chiến Phố và xã Thàng Tín
- Phía nam giáp thị trấn Vinh Quang và xã Đản Ván
- Phía bắc giáp Trung Quốc với đường biên giới dài 1,8 km.

Xã Pố Lồ có diện tích 27,60 km², dân số năm 2019 là 3.249 người, mật độ dân số đạt 118 người/km².

## Hành chính
Xã Pố Lồ được chia thành 12 thôn, bản:
1. Pố Lồ
2. Cao Sơn Thượng
3. Cao Sơn Hạ
4. Nàng Ha
5. Cốc Mưi Thượng
6. Cốc Mưi Hạ
7. Đông Rìu
8. Thu Mưng
9. Ngàm Bổng
10. Cóc Cái
11. Cóc Có
12. Cóc Soọc [3]

## Lịch sử
Trước năm 1945, xã Pố Lồ là vùng đất thuộc xã Tụ Nhân của huyện Hoàng Su Phì.
Ngày 30 tháng 4 năm 1962, xã Tụ Nhân được tách thành 5 xã gồm: Tụ Nhân, Đản Ván, Chiến Phố, Pố Lồ, Thèn Chu Phìn.
Ngày 14 tháng 5 năm 1981, Hội đồng Chính phủ ban hành Quyết định 185/1981/QĐ-CP về việc:
- Tách các xóm Cao Sơn Thượng, Cao Sơn Hạ của xã Thàng Tín cà các xóm Cốc Cái, Nậm Rể 2 của xã Thèn Chu Phìn để sáp nhập vào xã Pố Lồ
- Tách xóm Phù Lùng của xã Pố Lồ để sáp nhập vào xã Vinh Quang.